# Košarkaški Klub Cedevita
El KK Cedevita (Košarkaški Klub Cedevita), actualment anomenat KK Cedevita Junior és un club de bàsquet de la ciutat de Zagreb a Croàcia.
El club es va crear el 1991 amb el nom de KK Botinec (1991–1994), convertint-se posteriorment en KK Hiron Botinec (1994–2005) per motius de patrocini. Es va fer un gran pas el 2005 quan Atlantic Grupa, una forta empresa regional, es va convertir en el patrocinador principal del club, després del qual el club va passar a anomenar-se KK Cedevita.
El juny de 2019 es va anunciar que el Cedevita es fusionaria amb l'equip eslovè de Olimpija de Ljubljana per formar el KK Cedevita Olimpija. Alguns departaments del club, com la acadèmia de joves, es van quedar al Zagreb amb el nom KK Cedevita Junior.
El club va ser inicialment destinat a jugar a la quarta divisió de la lliga de bàsquet croata per la Federació Croata de Bàsquet, perquè era considerat com un club de recent formació. No obstant això, després de fusionar-se amb el KK Agrodalm i obtenir la seva llicència, el Cedevita Junior va començar a competir a Prva liga (la segona divisió de la lliga de bàsquet croata)

## Palmarès
- Lliga Adriàtica
  - Finalistes (4): 2011–12, 2013–14, 2014–15, 2016–17
- Supercopa Adriàtica
  - Campions (1): 2017
- Lliga croata
  - Campions (5): 2013–14, 2014–15, 2015–16, 2016–17, 2017–18
  - Finalistes (3): 2010–11, 2011–12, 2018–19
- Copa croata
  - Campions (7): 2012, 2014, 2015, 2016, 2017, 2018, 2019
  - Finalistes (1): 2013

## Jugadors històrics
- Vonteego Cummings
- Vlado Ilievski
- Andrija Zizić

### Números retirats
- 45 – Marino Baždarić